# تمي الأمديد (مركز)
مركز تمي الأمديد مركز إداري مصري. يقع في محافظة الدقهلية الواقعة في جمهورية مصر العربية. القاعدة الإدارية للمركز هي مدينة تمي الأمديد. رئيس المدينة ومركزها هو هاني مخلوف.

## الجغرافيا
تبلغ مساحة المركز 131,2 كم2 تقسم إلى ست وحدات محلية قروية تضم 22 قرية منها 6 قرى رئيسة و16 تابعة. يحدها مركز بني عبيد وأولاد صقر من الشرق وكفر صقر من الجنوب والسنبلاوين من الغرب والجنوب والمنصورة من الشمال.

## السكان
بلغ عدد سكان المركز 212,791 نسمة في تقدير يوليو 2024 أغلبهم ريفيون (باستثناء سكان مدينة تمي الأمديد 20,822 نسمة)، عدد الرجال منهم 107,179 والنساء 105,612 نسمة.
| السنة  | 1996    | 2006    | 2017    | 2024    |
| ------ | ------- | ------- | ------- | ------- |
| المركز | 120,765 | 142,578 | 197,573 | 212,791 |